# 天主教奥尔巴尼教区
天主教奧爾巴尼教區（拉丁語：Diocesis Albanensis）是美國一個羅馬天主教教區，屬紐約總教區。教區於1847年4月23日成立。
教區管轄範圍包括紐約州東部十四縣和赫基默縣南部，教座位於州府奧爾巴尼。教區於2011年時有教友330,000人、129個堂區、263名司鐸。現任教區主教為愛德華·B·沙芬伯格，榮休主教為霍華德·J·胡巴德。